# Krokslätt
Krokslätt är en stadsdel och ett primärområde i stadsområde Centrum i Göteborgs kommun, och som gränsar till stadsdelarna Guldheden, Johanneberg, Lorensberg,  Heden, Skår och Kallebäck samt till Mölndals kommun i söder. Stadsdelen bildades den 15 juni 1923 och har en areal på 151 hektar. Stadsdelen tillhör Johannebergs församling, men har en egen kyrka, Buråskyrkan.

## Historik
Namnet Krokslätt påträffas tidigast 1397 med namnformen Krokslætho, Kroghslett 1546-1621, Krogslätt 1777 och Krokslätt 1811. Betydelsen anses vara "slätten som går i krok" eller "slätten vid kroken" (krok=krök, sväng). Två av byns hemman, Hökegården och Sörgården, låg av ålder i Fässbergs socken i Askims härad. De andra två låg i Örgryte socken i Sävedals härad, åtminstone från 1550. Gårdarna var; Kongegården och Nordgården.
Krokslätt omfattade äldre jordbruksbygd samt en ganska tät bebyggelse kring och längs Mölndalsvägen med skola och bostadshus med mera. Men redan 1870 köpte staden 3/80 mantal av Krokslätt Nordgården för bostadsbebyggande, då liggande i Annedal.
I Örgryte landskommun bildades den 23 oktober 1884 Krokslätts municipalsamhälle, vilket upplöstes 31 december 1921 samtidigt som landskommunen uppgick i Göteborgs stad från och med 1922 års ingång. Municipalsamhället Krokslätt omfattade den del av Örgryte socken som var belägen väster om Mölndalsån, gränsande i söder till Fässbergs socken och i väster och norr till Göteborgs stad. Arealen var 191 hektar och folkmängden den 31 december 1913 var 5 284 invånare. År 1900 hade municipalsamhället 3 551 invånare.
Mölndals stad antog 1926 en indelning i stadsdelar. Stadsdelen Krokslätt, Mölndal i Mölndal omfattade  Sörgården (även Södergården), den sydligaste gården i det medeltida Krokslätts by. Den låg med sin manbyggnad ungefär där Sörgårdsgatan mynnar ut i Göteborgsvägen.

## Byggnadskvarter
- 1 kv. Vänern
- 2 kv. Vättern
- 3 kv. Mälaren[12]
- 4 kv. Hjälmaren
- 5 kv. Siljan
- 6 kv. Skagern
- 7 kv. Unden
- 8 kv. Viken
- 9 kv. Örlen
- 10 kv. Östen
- 11 kv. Ymsen
- 12 kv. Vristulven
- 13 kv. Hornborgasjön
- 14 kv. Mullsjön
- 15 kv. Skärvlången
- 17 kv. Tolken
- 18 kv. Öresjön
- 19 kv. Oklången
- 20 kv. Hällungen
- 21 kv. Bullaren
- 22 kv. Åsunden
- 23 kv. Sämsjön
- 24 kv. Lönern
- 25 kv. Stråken
- 26 kv. Jogen
- 27 kv. Fegen
- 28 kv. Bolmen
- 29 kv. Jällunden
- 30 kv. Vidöstern
- 31 kv. Möckeln
- 32 kv. Åsnen
- 33 kv. Odensjön
- 34 kv. Rymmen
- 35 kv. Innaren
- 36 kv. Allgunnen
- 37 kv. Solgen
- 38 kv. Spången
- 39 kv. Rusken
- 40 kv. Lyen
- 41 kv. Steningen
- 42 kv. Örken
- 43 kv. Flåren
- 44 kv. Hindsen
- 45 kv. Lången
- 47 kv. Ivösjön
- 48 kv. Mien
- 50 kv. Sommen
- 51 kv. Tåkern
- 52 kv. Boren
- 53 kv. Roxen
- 54 kv. Glan
- 55 kv. Yngaren
- 56 kv. Tisnaren
- 57 kv. Järnlunden
- 58 kv. Ämmern
- 59 kv. Vindommen
- 60 kv. Yxningen
- 61 kv. Sottern
- 62 kv. Kvismaren
- 63 kv. Båven
- 64 kv. Dunkern
- 65 kv. Öljaren
- 66 kv. Långhalsen
- 67 kv. Klemmingen
- 68 kv. Stora Le
- 69 kv. Lilla Le
- 70 kv. Töcken
- 71 kv. Iväg
- 72 kv. Glafsfjorden
- 73 kv. Värmeln
- 74 kv. Fryken
- 75 kv. Råvarpen
- 76 kv. Kornsjön
- 77 kv. Lelången
- 78 kv. Stora Bör
- 79 kv. Älgsjön
- 80 kv. Silen
- 81 kv. Stora Gla
- 82 kv. Gapern
- 83 kv. Daglösen
- 84 kv. Visten
- 85 kv. Ullvättern
- 86 kv. Alkvättern
- 87 kv. Tysslingen
- 90 kv. Vessman
- 91 kv. Hörken
- 92 kv. Rämmen
- 93 kv. Ekoln
- 94 kv. Tämnaren
- 98 kv. Amungen
- 99 kv. Balungen
- 100 kv. Skattungen
- 101 kv. Toftan
- 102 kv. Logärden
- 103 kv. Yklaren
- 104 kv. Storsjön
- 105 kv. Kallsjön
- 106 kv. Näckten
- 107 kv. Rogen
- 108 kv. Hornavan
- 109 kv. Dragan
- 110 kv. Hotagen
- 111 kv. Blåsjön
- 112 kv. Storjuktan
- 113 kv. Storvindeln
- 114 kv. Torrön
- 115 kv. Uddjaur
- 116 kv. Vindeln
- 117 kv. Malgomaj
- 118 kv. Lulevatten
- 119 kv. Strömsvattnet
- 120 kv. Torne träsk
- 121 kv. Storavan
- 122 kv. Färingen
- 123 kv. Holmevattnet
- 124 kv. Tosterödsvattnet
- 125 kv. Nyckelvattnet
- 127 kv. Erve
- 128 kv. Långhalmen
- 129 kv. Ånimmen
- 130 kv. Hästefjorden
- 131 kv. Gravlången
- 132 kv. Vassbotten
- 133 kv. Såken
- 134 kv. Visen
- 135 kv. Flaten
- 136 kv. Nömmen
- 137 kv. Vixen
- 139 kv. Grumlan
- 140 kv. Hulingen
- 141 kv. Mycklaflon
- 142 kv. Nejern
- 143 kv. Hummeln
- 149 kv. Rottnen
- 150 kv. Immeln
- 151 kv. Madkroken
- 152 kv. Mjörn
- 153 kv. Anten
- 154 kv. Sävelången
- 156 kv. Nedsjön
- 157 kv. Nären
- 158 kv. Färgen
- 159 kv. Stamsjön
- 160 kv. Gröen
- 161 kv. Fävren
- 162 kv. Rådasjön
- 163 kv. Lygnern
- 164 kv. Treen
- 165 kv. Dellen
- 166 kv. Öjungen
- 167 kv. Neden
- 168 kv. Anjan
- 169 kv. Vispolen
- 170 kv. Ryningen
- 172 kv. Sinnern
- 173 kv. Mjölhatteträsk
- 177 kv. Oresjön

## Befolkningsutveckling

### Befolkningsutveckling municipalsamhället
Redan från 1900 räknas Krokslätt som en del av befolkningsagglomerationen runt Göteborgs stad.
| Befolkningsutvecklingen i Krokslätts municipalsamhälle 1900–1900 | Befolkningsutvecklingen i Krokslätts municipalsamhälle 1900–1900 | Befolkningsutvecklingen i Krokslätts municipalsamhälle 1900–1900 | Befolkningsutvecklingen i Krokslätts municipalsamhälle 1900–1900 | Befolkningsutvecklingen i Krokslätts municipalsamhälle 1900–1900 |
| ---------------------------------------------------------------- | ---------------------------------------------------------------- | ---------------------------------------------------------------- | ---------------------------------------------------------------- | ---------------------------------------------------------------- |
|                                                                  |                                                                  |                                                                  |                                                                  |                                                                  |
| År                                                               |                                                                  |                                                                  | Folkmängd                                                        |                                                                  |
| 1900                                                             | 1900                                                             |                                                                  | 3 695                                                            | †                                                                |
| † Befolkning runt ett municipalsamhälle 1900.                    |                                                                  |                                                                  |                                                                  |                                                                  |

### Befolkningsutveckling Krokslätt Sörgårds befolkningsagglomeration
Dagens tätortdefinition har sitt ursprung från 1960, men redan 1890 gjordes folkräkningar där man identifierade köpingsliknande samhällen som inte var en del av en stad, köping eller municipalsamhälle. I SCB:s folkräkning 1900 anges Krokslätt Sörgård som en sådan befolkningsagglomeration.
| Befolkningsutvecklingen i Krokslätt Sörgård 1900–1900 | Befolkningsutvecklingen i Krokslätt Sörgård 1900–1900 | Befolkningsutvecklingen i Krokslätt Sörgård 1900–1900 | Befolkningsutvecklingen i Krokslätt Sörgård 1900–1900 | Befolkningsutvecklingen i Krokslätt Sörgård 1900–1900 |
| ----------------------------------------------------- | ----------------------------------------------------- | ----------------------------------------------------- | ----------------------------------------------------- | ----------------------------------------------------- |
|                                                       |                                                       |                                                       |                                                       |                                                       |
| År                                                    |                                                       |                                                       | Folkmängd                                             |                                                       |
| 1900                                                  | 1900                                                  |                                                       | 598                                                   | †                                                     |
| † Som köpingsliknande samhälle 1900.                  |                                                       |                                                       |                                                       |                                                       |

## Stadsbild
Området har spårvägstrafik genom linjerna 2 och 4 mot Mölndal.
Inom Krokslätt ligger Chalmers teknikpark samt det tidigare Chalmers matematiskt centrum. I stadsdelen finns Buråsskolan som är en grundskola. 

## Nyckeltal

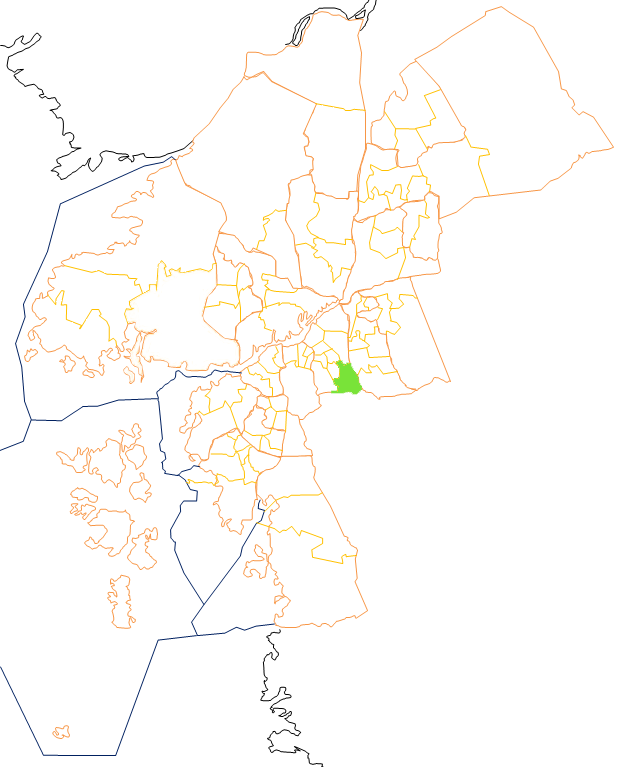
Krokslätt

Nyckeltalen redovisar statistik som beskriver Göteborg och dess 96 delområden, primärområden, per den 31 december och kan användas för att jämföra de olika områdena. Nedan redovisas uppgifter för primärområdet och jämförelse görs mot uppgifterna för hela kommunen.
|                                                           | Krokslätt  | Hela Göteborg |
| --------------------------------------------------------- | ---------- | ------------- |
| Folkmängd                                                 | 15 350     | 587 549       |
| Befolkningsförändring 2020–2021                           | +375       | +4 493        |
| Andel födda i utlandet                                    | 25,9 %     | 28,3 %        |
| Andel utrikes födda eller med två utrikes födda föräldrar | 31,4 %     | 38,1 %        |
| Medelinkomst                                              | 292 700 kr | 332 400 kr    |
| Arbetslöshet                                              | 2,7 %      | 6,6 %         |
| Antal ersatta dagar från F-kassan per person (16-64 år)   | 9,7        | 19,5          |
| Andel med eftergymnasial utbildning (minst 3 år)          | 52,0 %     | 37,9 %        |
| Andel bostäder före 1941                                  | 23,2 %     |               |
| Andel bostäder i allmännyttan                             | 8,2 %      | 25,9 %        |
| Antal färdigställda bostäder 2021                         | 334        |               |
| Andel bostäder i småhus                                   | 3,1 %      | 18,3 %        |

## Stadsområdes- och stadsdelsnämndstillhörighet
Primärområdet tillhörde fram till årsskiftet 2020/2021 stadsdelsnämndsområdet Centrum och ingår sedan den 1 januari 2021 i stadsområde Centrum.